# Bokningstavla

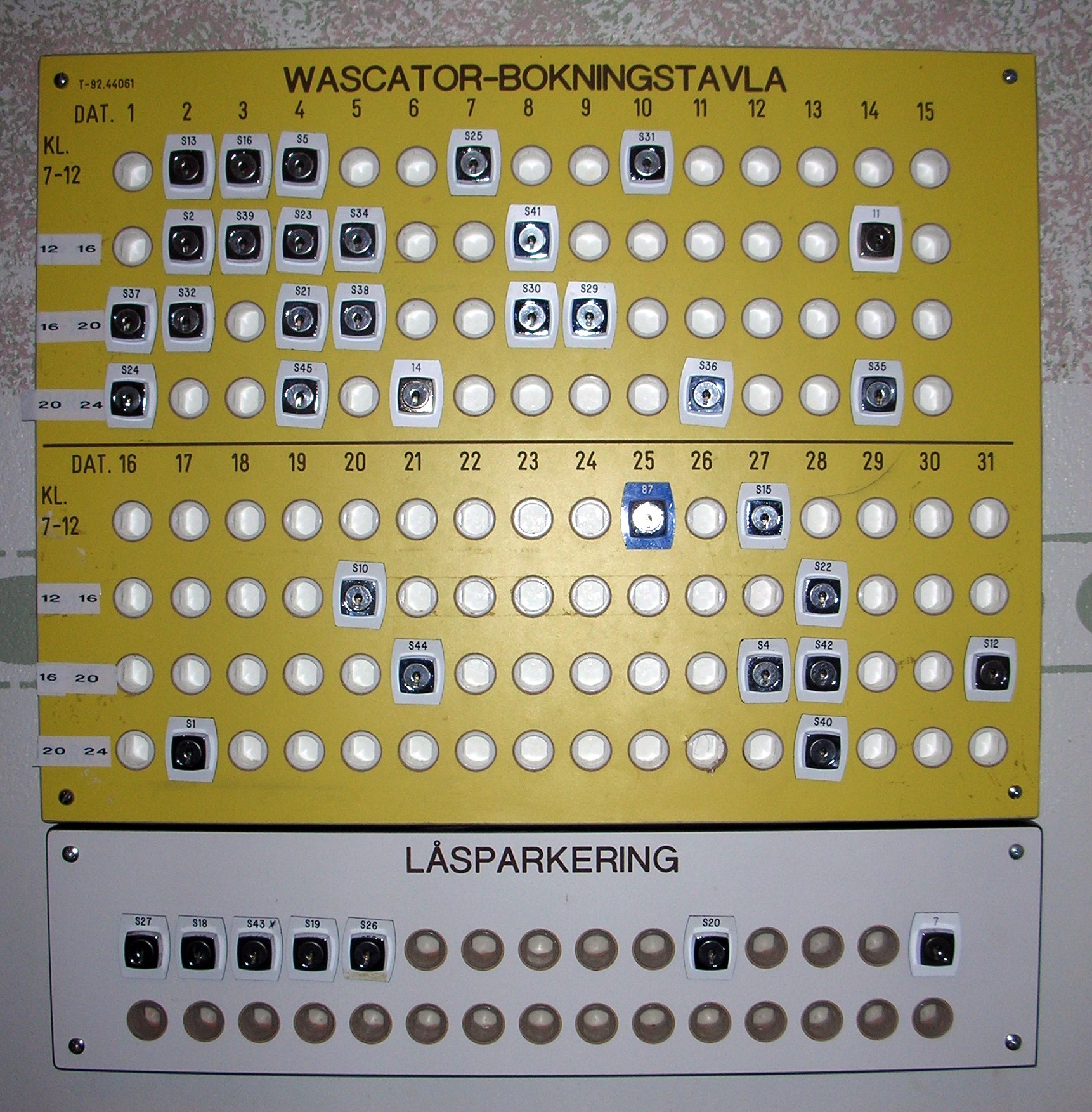
En bokningstavla med låscylindrar.

Bokningstavla är ett kollektivt bokningssystem för någonting, och som namnet antyder är den uppsatt på väggen. På äldre bokningstavlor görs bokningar med låscylindrar som lossas och parkeras på bokningstavlan med hjälp av tillhörande nycklar. Under 2000-talet har det blivit allt vanligare med elektroniska bokningstavlor med elektroniska nycklar eller brickor. Bokningstavlan används ofta vid bokning av tvättid i gemensamma tvättstugor. Tvättgästerna kan då själva boka, avboka, ändra och se vilka tvättider som är lediga och upptagna. Bokningstavlor med låscylindrar har förekommit i Sveriges tvättstugor sedan 1980-talet.